# 前橋警察署

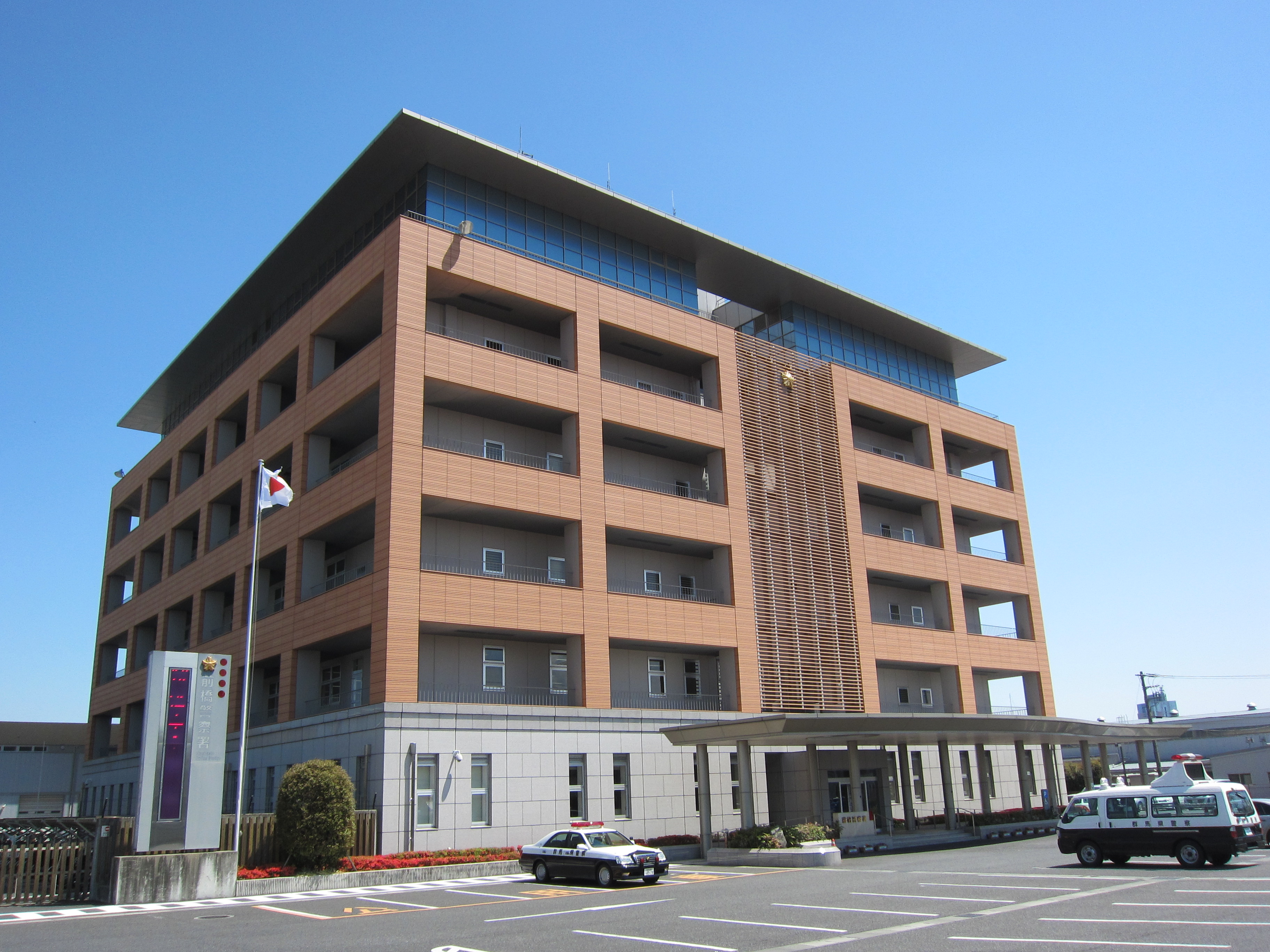
前橋警察署

前橋警察署（まえばしけいさつしょ）は、群馬県警察が管轄する警察署の一つである。

## 所在地
- 群馬県前橋市総社町一丁目9番地3

## 管轄区域
- 群馬県前橋市
  - 中央地区　岩神町1丁目～4丁目、敷島町、昭和町1丁目～3丁目、平和町1丁目～2丁目、国領町1丁目～2丁目、住吉町1丁目～2丁目、若宮町1丁目～4丁目、日吉町1丁目～4丁目、城東町1丁目～5丁目、大手町1丁目～3丁目、紅雲町1丁目～2丁目、千代田町1丁目～5丁目、本町1丁目～3丁目、表町1丁目～2丁目、三河町1丁目～2丁目、南町1丁目～4丁目、六供町、同町1丁目、4丁目、緑が丘町
  - 東地区　箱田町、後家町、前箱田町、同町2丁目、川曲町、稲荷新田町、 下新田町、上新田町、小相木町、同町1丁目、古市町、同町1丁目、江田町、朝日が丘町、光が丘町、大利根町1丁目～2丁目、新前橋町、青葉町
  - 元総社地区　元総社町、同町1丁目～3丁目、大友町1丁目～3丁目、大渡町1丁目～2丁目、石倉町、同町1丁目～5丁目、鳥羽町、下石倉町、問屋町1丁目～2丁目
  - 総社地区　総社町総社、総社町1丁目～4丁目、総社町植野、総社町高井、高井町一丁目、総社町桜が丘
  - 南橘地区　上細井町、下細井町、北代田町、下小出町、同町1丁目～3丁目、上小出町1丁目～3丁目、龍蔵寺町、青柳町、荒牧町、同町1～4丁目、日輪寺町、川端町、田口町、関根町、同町1～3丁目、川原町、南橘町
  - 清里地区　池端町、上青梨子町、青梨子町、清野町
  - 富士見地区　富士見町小暮、富士見町皆沢、富士見町赤城山、富士見町原之郷、富士見町引田、富士見町横室、富士見町石井、富士見町漆窪、富士見町山口、富士見町田島、富士見町市之木場、富士見町米野、富士見町小沢、富士見町時沢

## 組織
- 警務課 - 警務係、警察安全相談係、犯罪被害者支援係、留置管理係
- 会計課 - 会計係
- 生活安全課 - 生活安全係
- 地域課 - 地域係
- 刑事第一課 - 総務係、刑事係、鑑識係
- 刑事第二課 - 総務係、刑事係
- 交通課 - 交通係
- 警備課 - 警備係

## 交番
- 前橋中央交番（前橋市千代田町四丁目3番15号）
- 駅前交番（前橋市表町二丁目29番27号）
- 住吉町交番（前橋市住吉町一丁目16番1号）
- なんきつ交番（前橋市下小出町三丁目17番地1）
- 新前橋交番（前橋市新前橋町24番地1）
- 大友町交番（前橋市大友町一丁目5番地19）

### 過去に存在した交番
- 大手町交番 - 新設の前橋中央交番へ統合、跡地は2008年4月より前橋市防犯サポートセンターとして活用されている。
- 千代田町交番 - 新設の前橋中央交番へ統合
- 久留万橋交番
- 岩神町交番
- 問屋町交番

## 駐在所
- 関根駐在所（前橋市関根町一丁目16番地1）
- 青梨子駐在所（前橋市青梨子町397番地）
- 大利根駐在所（前橋市大利根町二丁目13番地9）
- 小暮駐在所（前橋市富士見町小暮305番地1）
- 田島駐在所（前橋市富士見町田島343番地2）